# José de San Martín (Chubut)

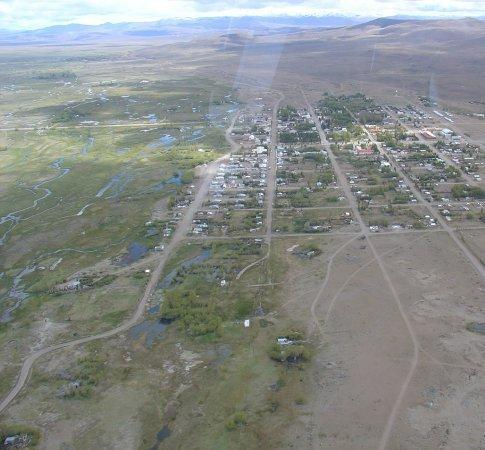
Vista aérea da cidade.

José de San Martín é uma cidade da Argentina, na província de Chubut. É a principal cidade do departamento de Tehuelches.O nome da cidade homenageia José de San Martín, general argentino que libertou o país do Império Espanhol.
Na cidade está o monumento ao chefe dos Tehuelche da Patagônia oriental e tenente-coronel do Exército Argentino, Casimiro Biguá Fourmantin, declarado histórico nacional desde 1998, como resultado do evento patriótico ocorrido em 1869, no qual, o referido cacique acompanhado por outros cinco chefes de diferentes partes do território patagônico, eles decidiram adotar a soberania e jurar a bandeira da Argentina como sua.
Todo dia 3 de novembro, desde então, este evento é comemorado em um ato público que acontece no monumento que está localizado na Avenida San Martín, com todas as instituições da cidade e descendentes dos povos originários.

## História
Em 1869, o chefe Tehuelche Casimiro Biguá, aliado do marinheiro argentino Luis Piedrabuena e acompanhado por outros cinco líderes tribais de diferentes partes do território patagônico, decidiria adotar e jurar a bandeira da Argentina como seu próprio símbolo e hasteá-la pela primeira vez em 3 de novembro daquele ano, marcando o primeiro precedente de soberania nacional. ocorreu no vale de Gênova.